# Breuil-le-Sec
Breuil-le-Sec è un comune francese di 2 421 abitanti situato nel dipartimento dell'Oise della regione dell'Alta Francia.

## Società

### Evoluzione demografica
Abitanti censiti